# Ivana Husar
Ivana Husar (Zagreb, 11. lipnja 1977.) je hrvatska pjevačica i skladateljica. Bila je članica grupe Divas od 1995., pa do 2005. godine, kada je započela solo karijeru.

## Glazbena karijera
Odrastala je u zagrebačkoj Dubravi i u osnovnoj školi nastupala sa školskim zborom a kasnije u zboru "Zvjezdice".
Kao prateći vokal pjevala je uz Gibonnija i dvije godine u sastavu Soul Fingers, a 1994. godine pratila je Tonyja Cetinskog na Eurosongu s pjesmom "Nek' ti bude ljubav sva".
Sa svojom sestrom je bila članica kvarteta Divas od 1995. godine s kojima je snimila pet albuma. Nakon raspada ženskog sastava glazbenu karijeru nastavlja dvostrukim albumom Familija zajedno sa sestrom Marijom, a većinu skladbi sama potpisuje. Zajednički album sestre su posvetile svojem ocu.
2019. godine zajedno s Marijom odlikovana je Redom hrvatskog pletera.

## Diskografija

### Studijski albumi
- 2008. - Familija
- 2013. - Sve za nju

## Filmografija

### Sinkronizacija
- "Sammy 2: Morska avantura" kao Maria (2012.)[2]
- "Shrek Treći" (2007.)

## Vanjske poveznice
- HRT - Zvijezde pjevaju Boris Mirković i Ivana Husar